# Przecław
Przecław è un comune rurale polacco del distretto di Mielec, nel voivodato della Precarpazia.
Ricopre una superficie di 134,29 km² e nel 2004 contava 10 850 abitanti.